# Vogüé
Vogüé (ejtsd: [  ] délkelet-franciaországi település Ardèche megyében, Rhône-Alpes régióban.
A 930 fő lakosú települést Franciaország 100 legszebb faluja közé sorolják.
A település az Ardèche folyó és egy mészkőszikla közé ékelődik. Vogüé legérdekesebb műemléke a Chấteau de Vogüé, amely egykor bárók székhelye volt, ma múzeumként a régiót mutatja be.

## Külső hivatkozások
- Eyewitness Travel Guide: France